# Krążowniki lekkie typu Magdeburg
Krążowniki lekkie typu Magdeburg − typ niemieckich krążowników lekkich, które weszły do służby w Kaiserliche Marine przed I wojną światową. Stępki pod wszystkie okręty położono w 1910 roku, zaś do linii weszły do końca 1912 roku. Były to pierwsze niemieckie krążowniki lekkie z pancerzem burtowym.
Z czterech okrętów typu Magdeburg jeden, SMS „Magdeburg”, zatonął na wschodnim Bałtyku w początkowej fazie wojny, drugi, SMS "Breslau", działał w składzie Eskadry Śródziemnomorskiej i po udanej ucieczce podniósł banderę turecką. Zatonął w 1918 roku podczas bitwy koło Imroz. Dwa pozostałe: SMS „Straßburg” i SMS „Stralsund” działały w składzie Hochseeflotte na Morzu Północnym oraz sił niemieckich na Morzu Bałtyckim i przetrwały wojnę. W ramach reparacji zostały przekazane marynarkom wojennym Francji i Włoch.

## Opis konstrukcji

### Charakterystyka ogólna
Krążowniki typu Magdeburg miały kadłub o długości całkowitej 138,7 m (136,0 m na konstrukcyjnej linii wodnej), szerokości 13,4 m i średnim zanurzeniu 5,1 m. Wyporność konstrukcyjna wynosiła według projektu 4570 ton, pełna 5587 ton. Jako pierwsze z niemieckich krążowników lekkich miały burtowy pas pancerny grubości do 60 mm, wykonany ze stali niklowej, rozciągający się na około 80% długości kadłuba. Pokład pancerny miał grubość maksymalną 60 mm, stanowisko dowodzenia pancerz o maksymalnej grubości 100 mm, zaś tarcze ochronne dział 50 mm.
Etatowa załoga każdego z okrętów wynosiła 18 oficerów oraz 336 podoficerów i marynarzy.

### Urządzenia napędowe
Krążowniki typu Magdeburg były napędzane turbinami parowymi, jednak każdy z nich otrzymał inny układ maszynowni: "Magdeburg" miał trzy turbiny Bergmann o łącznej mocy 29 904 KM napędzające trzy śruby; „Breslau” dwa zespoły turbin parowych AEG-Vulcan o łącznej mocy 33 482 KM i cztery śruby; „Straßburg” dwie turbiny Marine o łącznej mocy 33 742 KM i dwie śruby; „Stralsund” trzy turbiny Bergmann o łącznej mocy 35 515 KM i trzy śruby (podczas wojny środkowa turbina i wał napędowy zostały zdjęte, co zredukowało moc do około 25 000 KM).
Wartości prędkości maksymalnych dla każdego z krążowników wynosiły: „Magdeburg” 27,6 węzła, „Breslau” 27,5 węzła, „Straßburg” 28,2 węzła, „Stralsund” 28,2 węzła, zaś po przebudowie maszynowni 27 węzłów.
Wszystkie okręty miały po jedenaście kotłów parowych typu Marine, z których spaliny były odprowadzane przez cztery kominy.

### Uzbrojenie
Początkowe uzbrojenie okrętów typu Magdeburg składało się z dwunastu dział 10,5 cm SK L/45 na pojedynczych podstawach, dwóch podwodnych wyrzutni torpedowych kal. 500 mm oraz maksymalnie 120 min morskich. W 1915 roku "Straßburg", a rok później "Stralsund" zostały przezbrojone w siedem pojedynczych dział 15 cm SK L/45 i dwa działa przeciwlotnicze 8,8 cm Flak L/45. "Breslau", pływający pod banderą Imperium osmańskiego jako "Midilli" otrzymał w 1917 roku komplet ośmiu dział kal. 150 mm.

## Służba

### SMS „Magdeburg”
Położenie stępki w stoczni AG Weser w Bremie w roku 1910, wodowanie 13 maja 1911, w służbie od 2 sierpnia 1912 roku. Przed wybuchem wojny służył jako okręt szkolny specjalistów minerów. Po wybuchu wojny skierowany na Morze Bałtyckie, 26 sierpnia 1914 roku wszedł na skały koło wyspy Odensholm u wejścia do Zatoki Fińskiej. Ponieważ próby uratowania okrętu nie dały rezultatu, został on wysadzony przez własną załogę, aby uniknąć zdobycia go przez Rosjan.

### SMS „Breslau”

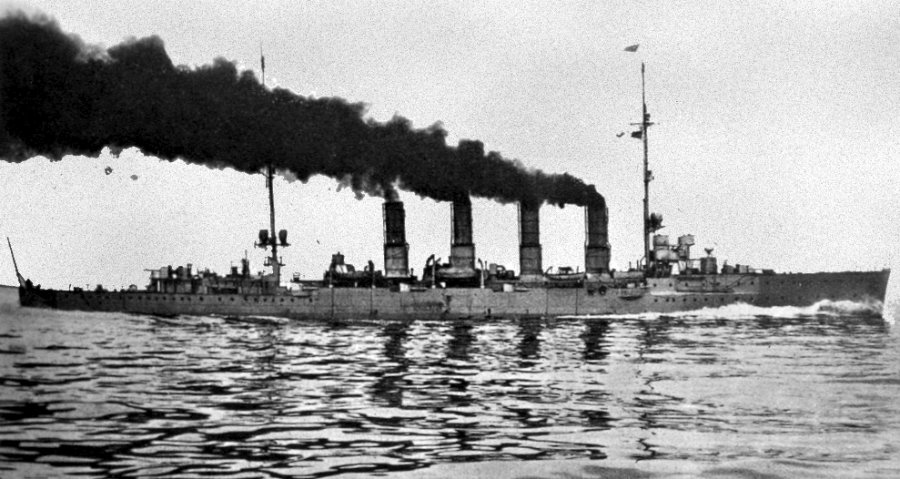
SMS "Breslau"

Położenie stępki w stoczni AG Vulcan Stettin w roku 1910, wodowanie 18 maja 1911, w służbie od 10 maja 1912 roku. W tym samym roku został wysłany na Morze Śródziemne, gdzie wraz z krążownikiem liniowym "Goeben" utworzył Eskadrę Śródziemnomorską Kaiserliche Marine. W pierwszych dniach wojny obydwa niemieckie okrętu uciekły pościgowi brytyjskiemu i dotarły do Konstantynopola. "Breslau", włączony do marynarki osmańskiej jako "Midilli" działał na Morzu Czarnym. 20 stycznia 1918 roku wraz z "Goebenem" (w służbie tureckiej jako "Yavuz Sultan Selim") zaatakował siły brytyjskie na Morzu Egejskim. Podczas bitwy koło wyspy Imroz zatonął po eksplozji pięciu min z nierozpoznanej zagrody minowej.

### SMS „Straßburg”
Położenie stępki w Kaiserliche Werft w Wilhelmshaven w roku 1910, wodowanie 24 sierpnia 1911, w służbie od 9 października 1912 roku. Wchodził w skład sił rozpoznawczych Hochseeflotte. 28 sierpnia 1914 roku wziął udział w bitwie koło Helgolandu, 16 grudnia tegoż roku w bombardowaniu Hartlepool. Od marca 1915 roku do końca wojny operował na Bałtyku, uczestnicząc między innymi w bitwie w Moonsundzie 17 października 1917 roku.
Po zakończeniu wojny został przekazany Włochom i wszedł w skład Regia Marina jako "Taranto". W dwudziestoleciu międzywojennym, po przezbrojeniu i remoncie, był wykorzystywany jako okręt szkolny. Podczas II wojny światowej, jako przestarzały, nie uczestniczył w działaniach floty. Po kapitulacji Włoch, 9 września 1943 roku samozatopiony w La Spezia, został później podniesiony i ponownie zatopiony podczas alianckiego nalotu bombowego 23 października 1943 roku. Jeszcze raz wydobyty przez Niemców, został ostatecznie zniszczony w kolejnym nalocie 23 września 1944 roku.

### SMS „Stralsund”
Położenie stępki w AG Weser w Bremie w roku 1910, wodowanie 4 listopada 1911, w służbie od 10 grudnia 1912 roku. Włączony do sił rozpoznawczych Hochseeflotte, odniósł nieznaczne uszkodzenia w bitwie koło Helgolandu 28 sierpnia 1914 roku. 16 grudnia 1914 roku prowadził rozpoznanie dla grupy krążowników liniowych ostrzeliwujących Scarborough. Brał również udział w bitwie na Dogger Bank 24 stycznia 1915 roku. Od wiosny 1915 roku działał na Bałtyku.
Po zakończeniu wojny „Stralsund” został przekazany Francji. Jako „Mulhouse” służył do czasu złomowania w Breście w 1935 roku.